# Iglesia de San Samuel (Venecia)

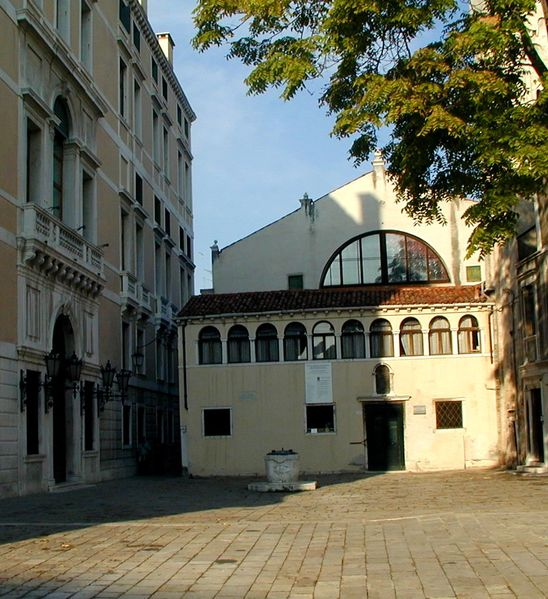
Fachada con logia, a la derecha de Palacio Grassi.

La Iglesia de San Samuel es un lugar de culto católico de Venecia, en el Italia del norte, ubicada en el campo homónimo del sestiere de San Marco, cerca de Palacio Grassi y Palacio Malpiero. El nombre se origina en el profeta Samuel, en cumplimiento de una tradición por la cual algunas de sus reliquias se guardan dentro del edificio sagrado.

## Historia
La fachada se eleva dentro del campo y es visible desde el Canale Grande. La iglesia fue edificada alrededor del año 1000 por las por familias Boldù y Soranzo. En el siglo XII, fue destruida por dos incendios y luego reconstruida. En 1685 fue renovado radicalmente y reconstruido casi por completo. En 1952 se agregó una logia al pórtico principal, no accesible al público.
En el altar mayor se ve un crucifijo del siglo XV atribuido a Paolo Veneziano.
La iglesia destaca por la rareza de la consagración a un santo del Antiguo Testamento y por haber conservado su ábside gótico tardío, a pesar de las renovaciónes de la nave y de la fachada terminadas en 1685.
En 1999 se inició la restauración de los muros y bóvedas de este ábside, uno de los pocos testimonios que se conservan del Renacimiento veneciano temprano. Ellas están adornadas con un ciclo de frescos que representan las ocho sibilas, videntes de la cultura griega y romana a quienes se creía que habían predicho eventos como la Anunciación, la Crucifixión y la Resurrección.
La bóveda del techo se divide en cuatro partes que representan respectivamente a los cuatro santos Padres de la Iglesia occidentales -san Jerónimo, san Agustín, san Ambrosio y san Gregorio- en tantos rondas, rodeadas de inscripciones, follaje decorativo y niños que portan los instrumentos de la Pasión. 
Sobre el altar principal las nervaduras de la cúpula están pintadas al fresco con motivos que recuerdan a Cristo y a los cuatro evangelistas Mateo, Marcos, Lucas y Juan. Este ciclo pictórico se ha atribuido tradicionalmente a la escuela de Padua y Bolonia.